# 柳甄
柳甄（1980年—），曾任今日头条副总裁、Uber中国高级副总裁，被称为Uber中国的“一姐”。她是联想集团创始人柳传志的侄女。

## 生平
本科毕业于中国人民大学法学院。之后赴美国加州大学伯克利分校法学院学习法律，获得硕士学位。毕业后在美国硅谷的律师事务所工作。优步CEO特拉维斯·卡兰尼克曾是她的客户。2015年4月，柳甄加入Uber中国。
2016年7月，她曾在微信朋友圈中表示，Uber中国与滴滴合并一事纯属谣言。但一个月后，Uber中国被滴滴收购。9月30日，柳甄宣布从Uber中国离职。
2016年10月24日，有媒体获悉柳甄已加入今日头条（2018年改名字节跳动）。
2020年5月29日，字节跳动确认柳甄离职。同年12月加入元气森林负责海外业务。